# سکوت (آلبوم)
 سکوت  نام یکی از آثار  ایرج بسطامی است که با همکاری گروه نیستان و با آهنگسازی کورش متین در سبک سنتی ایرانی تهیه شده است. در این آلبوم اشعار مولوی، سیمین بهبهانی، شیرازی، اعلامی، نظام فاطمی و حافظ شیرازی تنظیم و نواخته شده است. استاد جلیل شهناز، تکنوازی تار را در این مجموعه برعهده داشته است. این آلبوم در دو نوبت، منتشر شده است: بار اول در پائیز ۱۳۷۸ و بار دوم در بهار ۱۳۸۳ (پس از مرگ ایرج بسطامی). طبق اعلام نظر مجید حسین‌خانی(از شاگردان استاد ایرج بسطامی) ایشان علاقه زیادی به این آلبوم داشته و همکاری با استاد جلیل شهناز را برای خود افتخار بزرگی می دانسته است.

## فهرست آهنگ‌ها[۱][۲]
- تصنیف ای عاشقان (شعر مولوی، آهنگسازی کورش متین)
- چهارمضراب تار (جلیل شهناز، تمبک فریار دیبا)
- تصنیف می جوانی (شعر شیرازی، آهنگسازی محمد میر نقیبی)
- تکنوازی تار (جلیل شهناز)
- تصنیف سکوت گویا (شعر سیمین بهبهانی، آهنگسازی محمد میر نقیبی)
- تکنوازی تار (جلیل شهناز)
- تصنیف رقص نگاه (شعر اعلامی، آهنگسازی محمد میر نقیبی)
- رنگ دشتی (آهنگسازی کورش متین)
- مقدمه (آهنگسازی محمد میر نقیبی)
- ساز و آواز (سه گاه، شعر حافظ، تار جلیل شهناز، تمبک فریار دیبا)
- تصنیف بخت همراه (شعر نظام فاطمی، آهنگسازی محمد میر نقیبی)
- ساز و آواز (مخالف سه گاه، شعر حافظ، سنتور کورش متین، تمبک مجید میررحیمی)
- تصنیف غم عشق (شعر مولوی، آهنگسازی کورش متین)